# Holländerkaninchen

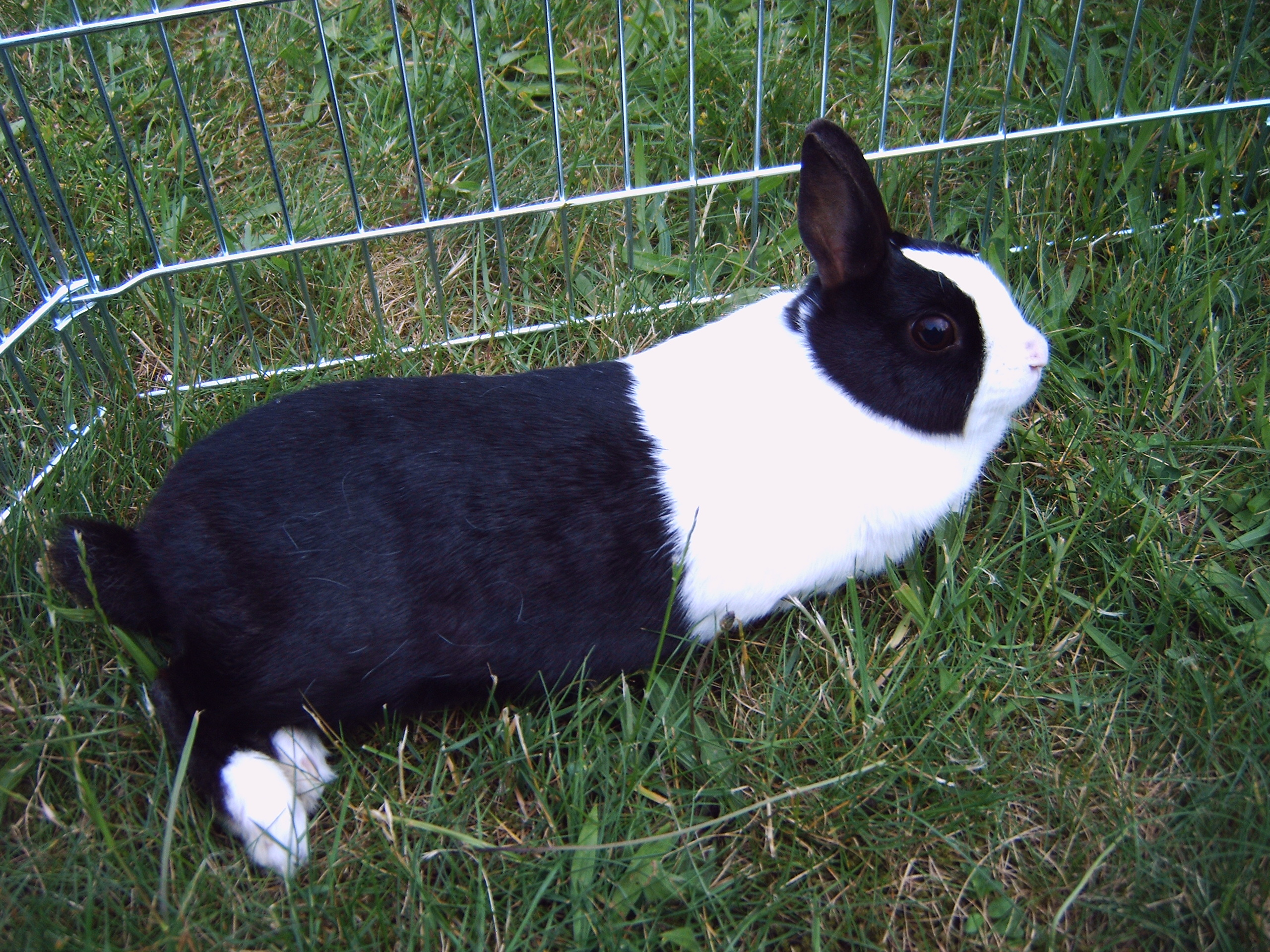
Liegendes Holländerkaninchen im Freilaufgehege

Das Holländerkaninchen ist eine kleine Kaninchenrasse mit einem Gewicht von 2,5 bis 3,25 kg.

## Aussehen
Das Holländerkaninchen ist eine Scheckenrasse (Platten- oder Gürtelscheckung) mit sehr regelmäßiger, symmetrischer Zeichnung. Die Kopfzeichnung besteht aus den beiden Kopfplatten, die von den ebenfalls gefärbten Ohren ausgehend die Nase einfassen und die Augen breit umfassend in guter Rundung um die Backen bis zum Genick verlaufen, ohne dabei in die Spürhaare zu laufen. Die durch die Kopfzeichnung entstehende Blesse endet spitz vor den Ohren. Die Rumpfzeichnung umfasst den hinteren Körperteil als scharf abgegrenzter Ring in der Mitte des Körpers auch Bau (bei den wildfarbigen Farbschlägen nur in der Unterfarbe). Die Hinterläufe sind nur bis etwa zur Mitte zwischen Sprunggelenk und Zehen gefärbt, der Rest des Fußes bildet die sogenannten Manschetten. Das Holländerkaninchen ist in allen reinen Farben (nicht gesilbert) einschließlich der Japanerfarbe zugelassen.
Genetisch beruht die Zeichnung des Holländerkaninchens auf der so genannten Platten- oder Gürtelscheckung. Die entsprechende Mutation bewirkt, dass während der Embryonalentwicklung in der Neuralleiste durch oberflächliche Defekte die Bildung von Melanoblasten in unterschiedlichem Ausmaß unterbleibt, die ansonsten, den Blutgefäßen folgend, in die Hautflächen und damit die Haarwurzeln einwandern und dort als Melanozyten die Pigmentbildung durchführen.
In der Erbformel wird dieser Faktor durch S für Scheckung bzw. s(1…3…) (in der internationalen Symbolik durch Du (von Dutch = holländisch)) für Nichtscheckung sowie dud (dunkel) und duw (hell) für das unterschiedliche Ausmaß der Scheckung angegeben. Zu beachten ist dabei, dass die Nummerierung der Plattenscheckungsfaktoren nicht einzelnen, sich summierenden Genen entspricht, sondern unterschiedlichen Mutationsstufen des Faktors entspricht.

## Geschichte der Rasse

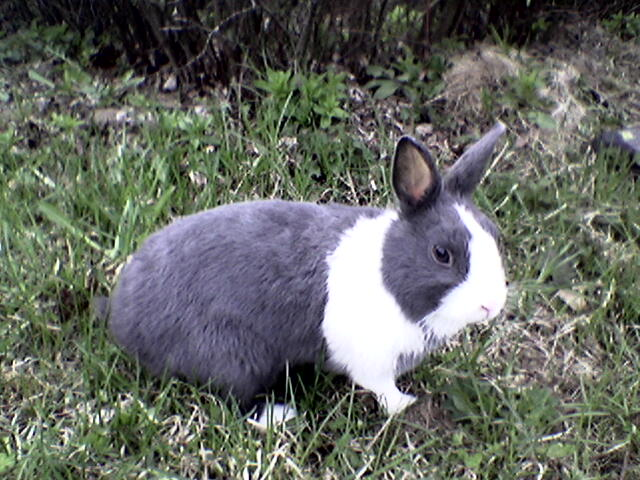
Holländerkaninchen

Kaninchen mit der Zeichnung der heutigen Holländerkaninchen sind bereits seit mehreren Jahrhunderten bekannt. Darstellungen solcher Kaninchen finden sich auf historischen Gemälden; zu den ältesten sind das Bild „Frettchen und Kaninchen“ von Hänßlein von Hagenau (1401) und „Anbetung des heiligen Kindes“ von Turro (1450) zu zählen. Auch im Erdteilzyklus des Malers Jan van Kessel (um 1660) findet sich ein fast standardgerecht gezeichnetes Holländerkaninchen. Auch die in den heutigen Niederlanden und Belgien viel gezüchteten und als Schlachttiere nach Großbritannien exportierten Brabanter Kaninchen zeigten die Plattenscheckung in verschiedenem Umfang. Die Zucht der Rasse zur heute üblichen Form erfolgte aus solchen Brabanter Kaninchen in Großbritannien, von wo aus das Holländerkaninchen dann zurück auf den Kontinent gelangte. Joppich beschreibt, dass die ersten aus England nach Deutschland importierten Tiere noch etwas weniger Zeichnung als die heute bekannten hatten (schmalere Blesse, Ring weiter nach vorn gezogen).
Nach Deutschland gelangten die Holländerkaninchen Joppich zufolge Anfang der 1880er Jahre; auf Ausstellungen wurden sie 1891 in Chemnitz erstmals vorgestellt und im Standard von 1898 beschrieben. Seither sind sie, wenn auch mit einer zunehmenden Zahl von Farbenschlägen, in fast unveränderter Form weitergezüchtet worden.

## Ähnliche Rassen
In ihrer Zeichnung sind die Holländerkaninchen einzigartig unter den Kaninchenrassen. Ähnliche Plattenscheckungen findet man auch bei anderen Haustieren, so sind Hausmeerschweinchen sehr häufig mit einer dem Holländerkaninchen ähnelnden Zeichnung zu sehen.
Aufgrund seiner markanten Zeichnung ist das Holländerkaninchen das „Wappentier“ zahlreicher Kaninchenzüchtervereine und -Verbände, passenderweise auch das des Niederländischen Kaninchenzüchterbundes.